# Maximum Collection
Albums de MAX
Maximum Groove
(1998) Emotional History
(2001)
Remix par MAX
Hyper Euro Max
(2000)
Singles
1. Love Impact
Sortie : 3 mars 1999
2. Ano Natsu e to
Sortie : 26 mai 1999
3. Ginga no Chikai
Sortie : 25 août 1999

Maximum Collection (titré en capitales : MAXIMUM COLLECTION) est le premier album compilation du groupe MAX (son quatrième album en tout).

## Présentation
L'album, produit par Max Matsuura, sort le 29 septembre 1999 au Japon sur le label Avex Trax, dix mois après le précédent album du groupe, Maximum Groove ; c'est le seul album que sort MAX cette année-là. Il atteint la 1re place du classement des ventes de l'Oricon, et reste classé pendant 18 semaines. Il se vend à plus d'un million d'exemplaires, et restera le quatrième album le plus vendu du groupe, derrière les trois albums originaux sortis précédemment.
L'album compile quinze titres : les chansons-titres de douze des quatorze premiers singles du groupe parus jusque-là (sont exclues celles des deux premiers singles, peu vendus), deux de leurs "faces B", et une chanson tirée du deuxième album (Easy Easy). Les chansons-titres des trois derniers singles sortis au cours de l'année, Love Impact, Ano Natsu e to et Ginga no Chikai, ainsi qu'une des faces B (So Real), étaient jusqu'alors inédites en album et ne figureront que cette compilation.
Les premières éditions de l'album contiennent en supplément un deuxième CD intitulé Maximum Hyper Non-Stop Mega-Mix, avec un medley de quinze extraits de titres du groupe (dont cinq remixés) d'une durée de 20 minutes.

## Liste des titres
(Pour les crédits et détails des titres, voir les articles de leurs disques d'origine)
| CD    | CD                                                    | CD                                     | CD    | CD | CD | CD | CD | CD | CD |
| No    | Titre                                                 | Origine                                | Durée |    |    |    |    |    |    |
| ----- | ----------------------------------------------------- | -------------------------------------- | ----- | -- | -- | -- | -- | -- | -- |
| 1.    | Tora Tora Tora (TORA TORA TORA)                       | 3e single / de l'album Maximum         | 3:44  |    |    |    |    |    |    |
| 2.    | Seventies                                             | 4e single / de l'album Maximum         | 3:45  |    |    |    |    |    |    |
| 3.    | Get My Love! (GET MY LOVE!)                           | 5e single / de l'album Maximum         | 3:41  |    |    |    |    |    |    |
| 4.    | Give Me a Shake (Give me a Shake)                     | 6e single / de l'album Maximum II      | 5:27  |    |    |    |    |    |    |
| 5.    | Love Is Dreaming (Love is Dreaming)                   | 7e single / de l'album Maximum II      | 4:47  |    |    |    |    |    |    |
| 6.    | Shinin' On - Shinin' Love (Shinin' on - Shinin' love) | 8e single / de l'album Maximum II      | 4:36  |    |    |    |    |    |    |
| 7.    | I Will (I will)                                       | du 8e single / de l'album Maximum II   | 5:20  |    |    |    |    |    |    |
| 8.    | Easy Easy                                             | de l'album Maximum II                  | 4:36  |    |    |    |    |    |    |
| 9.    | Hikari no Veil (閃光-ひかり-のVEIL)                   | 9e single / de l'album Maximum Groove  | 4:59  |    |    |    |    |    |    |
| 10.   | So Real (SO REAL)                                     | du 9e single / inédit en album         | 4:27  |    |    |    |    |    |    |
| 11.   | Ride on Time (Ride on time)                           | 10e single / de l'album Maximum Groove | 4:25  |    |    |    |    |    |    |
| 12.   | Grace of My Heart (Grace of my heart)                 | 11e single / de l'album Maximum Groove | 5:21  |    |    |    |    |    |    |
| 13.   | Love Impact (Love impact)                             | 12e single / inédit en album           | 3:31  |    |    |    |    |    |    |
| 14.   | Ano Natsu e to (あの夏へと)                           | 13e single / inédit en album           | 4:34  |    |    |    |    |    |    |
| 15.   | Ginga no Chikai (銀河の誓い)                          | 14e single / inédit en album           | 4:59  |    |    |    |    |    |    |
| 69:07 |                                                       |                                        |       |    |    |    |    |    |    |

| CD bonus Maximum Hyper Non-Stop Mega-Mix | CD bonus Maximum Hyper Non-Stop Mega-Mix                                            | CD bonus Maximum Hyper Non-Stop Mega-Mix               | CD bonus Maximum Hyper Non-Stop Mega-Mix | CD bonus Maximum Hyper Non-Stop Mega-Mix | CD bonus Maximum Hyper Non-Stop Mega-Mix | CD bonus Maximum Hyper Non-Stop Mega-Mix | CD bonus Maximum Hyper Non-Stop Mega-Mix | CD bonus Maximum Hyper Non-Stop Mega-Mix | CD bonus Maximum Hyper Non-Stop Mega-Mix |
| No                                       | Titre                                                                               | Origine                                                | Durée                                    |                                          |                                          |                                          |                                          |                                          |                                          |
| ---------------------------------------- | ----------------------------------------------------------------------------------- | ------------------------------------------------------ | ---------------------------------------- | ---------------------------------------- | ---------------------------------------- | ---------------------------------------- | ---------------------------------------- | ---------------------------------------- | ---------------------------------------- |
| 1.                                       | Love Desire (LOVE DESIRE)                                                           | de l'album Maximum Groove                              | 1:25                                     |                                          |                                          |                                          |                                          |                                          |                                          |
| 2.                                       | Ride On Time (Eurobeat Remix) (Ride on time (EUROBEAT REMIX))                       | remix par Luke Penn du 10e single                      | 1:17                                     |                                          |                                          |                                          |                                          |                                          |                                          |
| 3.                                       | Love Love Fire (LOVE LOVE FIRE)                                                     | de l'album Maximum                                     | 1:18                                     |                                          |                                          |                                          |                                          |                                          |                                          |
| 4.                                       | Get My Love! (GET MY LOVE!)                                                         | 5e single                                              | 1:27                                     |                                          |                                          |                                          |                                          |                                          |                                          |
| 5.                                       | Seventies                                                                           | 4e single                                              | 1:18                                     |                                          |                                          |                                          |                                          |                                          |                                          |
| 6.                                       | Extasy (EXTASY)                                                                     | de l'album Maximum                                     | 1:10                                     |                                          |                                          |                                          |                                          |                                          |                                          |
| 7.                                       | Don't You Love Me (DON'T YOU LOVE ME)                                               | du 10e single                                          | 1:09                                     |                                          |                                          |                                          |                                          |                                          |                                          |
| 8.                                       | Hikari no Veil (Extended Joyful Remix) (閃光-ひかり-のVEIL (EXTENDED JOYFUL REMIX)) | remix par Alberto Contini et Dave Rodgers du 9e single | 1:51                                     |                                          |                                          |                                          |                                          |                                          |                                          |
| 9.                                       | Tora Tora Tora (TORA TORA TORA)                                                     | 3e single                                              | 1:23                                     |                                          |                                          |                                          |                                          |                                          |                                          |
| 10.                                      | Stranger in the Night (STRANGER IN THE NIGHT)                                       | de l'album Maximum                                     | 0:55                                     |                                          |                                          |                                          |                                          |                                          |                                          |
| 11.                                      | Kiss to Kiss (KISS TO KISS)                                                         | du 6e single                                           | 0:56                                     |                                          |                                          |                                          |                                          |                                          |                                          |
| 12.                                      | Because I Need You (BECAUSE I NEED YOU)                                             | de l'album Maximum                                     | 0:43                                     |                                          |                                          |                                          |                                          |                                          |                                          |
| 13.                                      | Love Impact (Merodic Remix) (Love impact (MERODIC REMIX))                           | remix par DJ Luke Penn du 12e single                   | 1:25                                     |                                          |                                          |                                          |                                          |                                          |                                          |
| 14.                                      | Ano Natsu e to (Time Go Go Remix) (あの夏へと (TIME GO GO REMIX))                   | remix par Sergio Dall'Ora du 13e single                | 1:50                                     |                                          |                                          |                                          |                                          |                                          |                                          |
| 15.                                      | Ginga no Chikai (Mr. No.1 Remix) (銀河の誓い (Mr.No.1 REMIX))                       | remix par Shigeki Sako du 14e single                   | 1:43                                     |                                          |                                          |                                          |                                          |                                          |                                          |
| 19:50                                    |                                                                                     |                                                        |                                          |                                          |                                          |                                          |                                          |                                          |                                          |